# Мылинка (станция)
Мылинка — железнодорожная станция Московской железной дороги на линии Брянск — Орёл (линия однопутная, тепловозная). Расположена в деревне Мылинка Карачевского района Брянской области между станциями Карачев и Белые Берега.

## История
Открыта в 1868 году как станция Орловско-Витебской железной дороги, которая соединила Орёл с Брянском, Смоленском, Витебском, а позже и с Ригой.

## Расписание движения
Поезда дальнего следования делают на станции техническую остановку, поэтому пассажиров обслуживают исключительно пригородные поезда. Они связывают Мылинку с Брянском, Карачевым, Орлом, а также райцентрами Орловской области (Нарышкино, Хотынец).
| Маршрут движения | Отправление | Маршрут движения | Отправление |
| ---------------- | ----------- | ---------------- | ----------- |
| Брянск — Орёл    | 5:18        | Орёл — Брянск    | 18:29       |
| Орёл — Брянск    | 6:57        | Брянск — Орёл    | 13:18       |
| Орёл — Брянск    | 10:32       | Брянск — Орёл    | 9:59        |
| Орёл — Брянск    | 14:59       | Брянск — Орёл    | 22:04       |
| Брянск — Орёл    | 16:40       | Орёл — Брянск    | 22:40       |